# Білоруський конгрес демократичних профспілок
Асоціація профспілок «Білоруський конгрес демократичних профспілок» ( скор. БКДП ) — білоруське об'єднання профспілок . Конгрес було засновано на установчому з'їзді в 1993 році . До БКДП входили Білоруська незалежна профспілка, Вільна профспілка Білорусі, Вільна профспілка металістів і Білоруська профспілка працівників радіоелектронної промисловості.
7 квітня 2022 року членська організація БКДП, Білоруська профспілка працівників радіоелектронної промисловості, була визнана екстремістським формуванням.
18–19 квітня 2022 року білоруські правоохоронні органи затримали низку білоруських профспілкових активістів, серед яких були голова БКДП Олександр Ярошук, віце-голова БДКП Сергій Антусевич та бухгалтер БКДП Ірина Бут-Гусаїм.
19 липня 2022 року Верховний суд Республіки Білорусь припинив діяльність БКДП у зв’язку з тим, що керівництво та ряд членів профспілки брали участь у так званій «деструктивній діяльності, масових заходах, які порушував громадський порядок, поширював інформаційну продукцію екстремістського змісту» .
Наприкінці 2022 та на початку 2023 року білоруські суди засудили лідерів незалежних профспілок до кількох років позбавлення волі.